# Luci Tapahonso

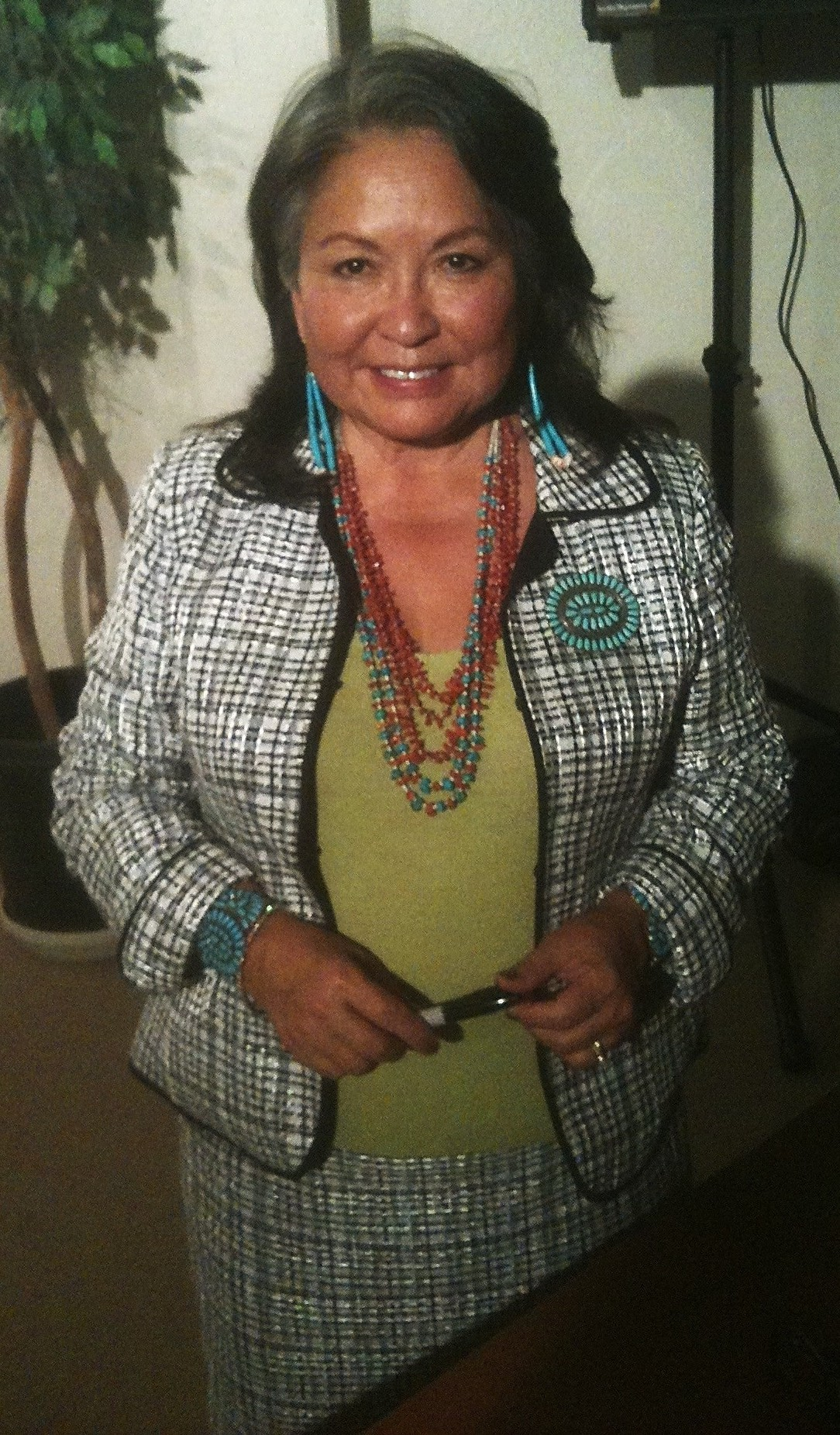
Foto, 2011

Luci Tapahonso (Shiprock, Nuevo México, 8 de noviembre de 1953  ) es una poetisa navaja y profesora de estudios amerindios.

## Biografía
Nació en una reserva de Shiprock, Nuevo México, Estados Unidos; hija de Eugene Tapahonso Sr. (Tódichʼíinii o clan Agua Amarga) y Lucille Deschenne Tapahonso (Áshįįhí o clan Agua Salada), fue educada de manera tradicional con sus 11 hermanos. En la granja familiar no hablaban inglés y Tapahonso lo aprendió como segunda lengua.
Estudió en la Escuela Metodista Navajo de Farmington y se graduó en 1971 en la Shiprock High School.
Empezó como reportera de investigación antes de comezar sus estudios en la Universidad de Nuevo México en 1976. Allí conoció a la novelista y poeta Leslie Marmon Silko, quien era miembro de la facultad y fue una influencia importante en sus primeros textos. Pensó cursar peridismo, pero al final se graduó en escritura creativa en 1980. 
Ha sido profesora en Nuevo México, en la Universidad de Kansas y la Universidad de Arizona.

## Libros
- "The Snake Man", 1978.
- One More Shiprock Night, 1981
- Seasonal woman , 1982
- A breeze swept through, 1989
- Saánii Dahataal (the women are singing), 1993
- Navajo ABC: a Dine alphabet book, 1995
- Blue horses in rush, 1997
- A Radiant Curve, 2008